# Livin' on the Fault Line
Livin' on the Fault Line är ett musikalbum av The Doobie Brothers som lanserades 1977 på Warner Bros. Records. Albumet sålde bra men ingen av dess singlar blev någon större framgång. Närmast en hit kom de med Motown-covern "Little Darling (I Need You)" som nådde plats 48 på amerikanska singellistan. "You Belong to Me" som samskrivits av Carly Simon och Michael McDonald blev 1978 en hitsingel för Simon då hon spelade in en egen version av låten.
Skivomslaget visar en bild på Transamerica-pyramiden stående i vattnet invid en klippig kuststräcka.

## Låtlista
(upphovsman inom parentes)
1. "You're Made That Way" (McDonald, Baxter, Knudsen) – 3:30
2. "Echoes of Love" (Simmons, Willie Mitchell, Earl Randle) – 2:57
3. "Little Darling (I Need You)" (Holland-Dozier-Holland) – 3:24
4. "You Belong to Me" (Carly Simon, McDonald) – 3:04
5. "Livin' on the Fault Line" (Simmons) – 4:42
6. "Nothin' But a Heartache" (McDonald) – 3:05
7. "Chinatown" (Simmons) – 4:55
8. "There's a Light" (McDonald) – 4:12
9. "Need a Lady" (Porter) – 3:21
10. "Larry the Logger Two-Step" (Simmons) – 1:16

## Listplaceringar
- Billboard 200, USDA: #10[1]
- UK Albums Chart, Storbritannien: #25[2]
- Topplistan, Sverige: #40[3]